# Ewa Kurantowicz
Ewa Anna Kurantowicz – polska pedagog, dr hab. nauk humanistycznych, profesor uczelni Wydziału Studiów Stosowanych Dolnośląskiej Szkoły Wyższej we Wrocławiu.

## Życiorys
26 czerwca 1996 obroniła pracę doktorską Edukacja w małych grupach sfery publicznej, 3 lipca 2008 habilitowała się na podstawie pracy zatytułowanej Lokalne konteksty uczenia się. Była profesorem nadzwyczajnym w Instytucie Pedagogiki na Wydziale Nauk Historycznych i Pedagogicznych Uniwersytetu Wrocławskiego i w Instytucie Pedagogiki i Pedagogiki Specjalnej na Wydziale Nauk Pedagogicznych Dolnośląskiej Szkole Wyższej we Wrocławiu.
Została zatrudniona na stanowisku rektora i prorektora Dolnośląskiej Szkole Wyższej we Wrocławiu, oraz była dyrektorem w Instytucie Pedagogiki na Wydziale Nauk Pedagogicznych Dolnośląskiej Szkoły Wyższej we Wrocławiu.
Jest profesorem uczelni Wydziału Studiów Stosowanych Dolnośląskiej Szkoły Wyższej we Wrocławiu.